# Staříč
Staříč (německy Staritsch) je obec v okrese Frýdek-Místek v Moravskoslezském kraji. Žije zde přibližně 2 200 obyvatel.
Na blízkém kopci Okrouhlá se nachází rozhledna – vyhlídková plošina Okrouhlá ve Staříči. Nejvyšším kopcem katastru obce je kopec Strážnice (Podbeskydská pahorkatina).

## Název
Místní jméno Staříč (původně a dosud nářečně mužského rodu) bylo odvozeno od osobního jména Stařík a znamenalo "Staříkův majetek".

## Historie
První písemná zmínka o obci pochází z roku 1258. Území obce bylo obydleno již dříve.

### Založení Staříče
Představy historiků o nejstarším osídlení území oblasti severovýchodní Moravy, z nichž se vyvinula oblast dnešního Místecka a Brušperska, jsou určovány třemi korelacemi faktický nedostatek písemných pramenů o reálné existenci jednotlivých vesnic před druhou třetinou 13. století, dále představa neprodyšně kompaktního zalesnění této oblasti a úvaha o průběhu tras obchodních cest jako rozhodujících faktorů pro počátky a dislokaci původního osídlení ve feudální epoše.
Ves Staříč vznikla pravděpodobně v polovině 13. století, ne-li již v předchozím 12. století. Roku 2001 byly v rámci mezinárodního archeologického výzkumu na západním svahu Kamenné zaznamenány stopy po zaniklém časně středověkém osídlení, které mohlo souviset se starší předkolonizační osadou, jež vznikla před zahájením emfyteutického osídlovacího proudu. Osada Staříče vystupuje v listině jako orientační bod a zřetelně tam stála i v době, kdy ji koupil biskup Bruno.

## Obyvatelstvo
| Rok            | 1869  | 1880  | 1890  | 1900  | 1910  | 1921  | 1930  | 1950  | 1961  | 1970  | 1980  | 1991  | 2001  | 2011  | 2021  |
| -------------- | ----- | ----- | ----- | ----- | ----- | ----- | ----- | ----- | ----- | ----- | ----- | ----- | ----- | ----- | ----- |
| Počet obyvatel | 1 624 | 1 713 | 1 829 | 1 918 | 2 029 | 1 794 | 1 894 | 1 565 | 1 660 | 1 581 | 1 692 | 1 873 | 1 889 | 1 980 | 2 098 |
| Počet domů     | 258   | 271   | 274   | 305   | 306   | 314   | 340   | 370   | 384   | 397   | 430   | 504   | 529   | 527   | 631   |

Věková struktura obyvatel obce Staříč roku 2011

## Obecní správa
Mezi lety 1869–1979 Staříč byl obcí v okrese Místek (1869–1950) a později v okrese Frýdek-Místek. Od 1. ledna 1980 do 23. listopadu 1990 patřil jako část statutárního města k Frýdku-Místku a od 24. listopadu 1990 je opět samostatnou obcí.

### Obecní symboly
Znak a vlajka byly obci uděleny rozhodnutím předsedy Poslanecké sněmovny Parlamentu České republiky dne 17. května 1994.

## Přírodní památka Kamenná

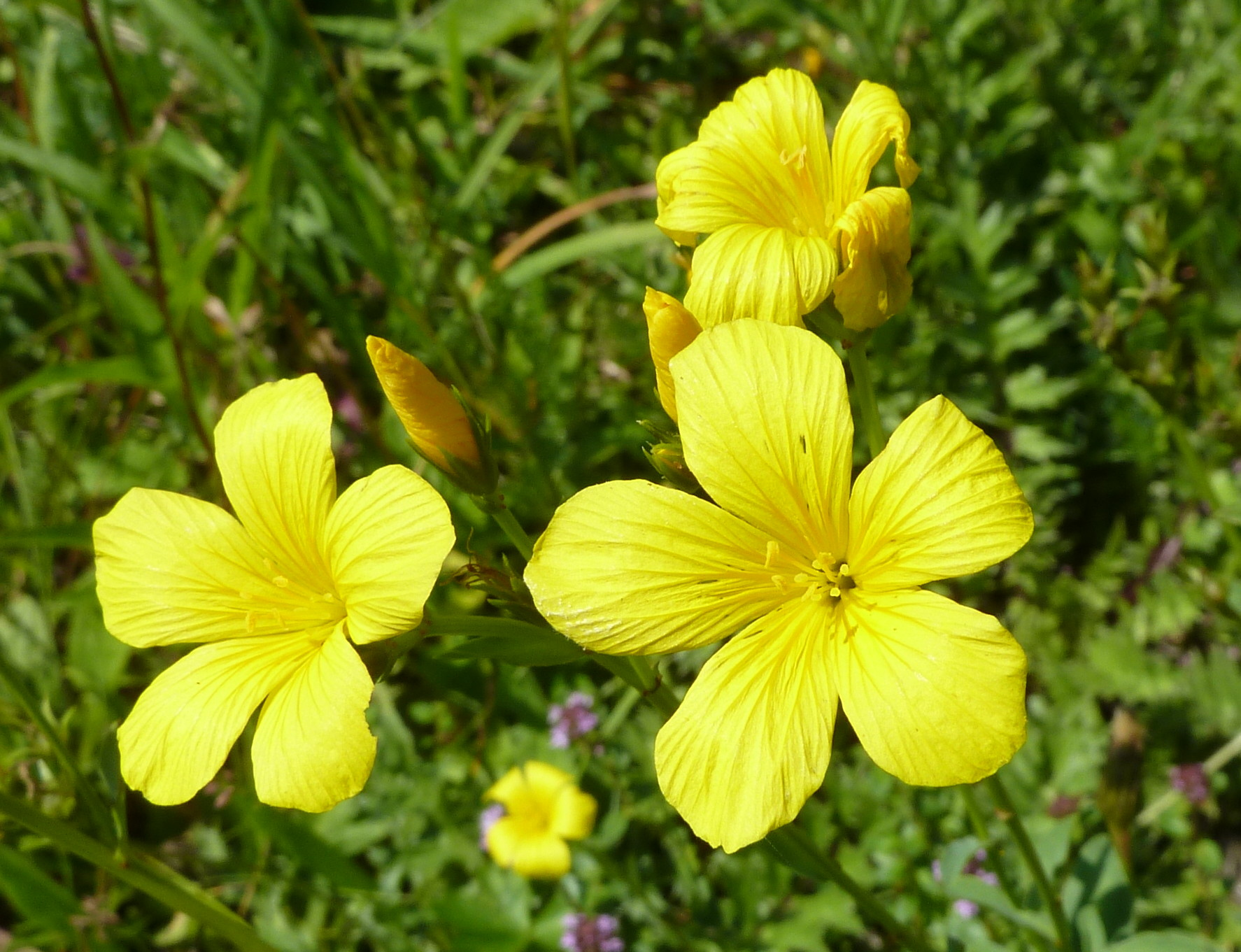
Len žlutý

Na jihovýchodním svahu vrchu Kamenná (385 m) najdeme na necelých třech hektarech chráněné teplomilné travnaté porosty s výskytem vzácných rostlin a brouků. Tato stepní lokalita se nachází na území bývalých vápencových lomů a je chráněna od roku 1990. Mimo jiné zde kvete hořec brvitý, voskovka menší, bradáček vejčitý, lilie zlatohlávek a len žlutý, který je ve znaku obce.

## Rozhledna

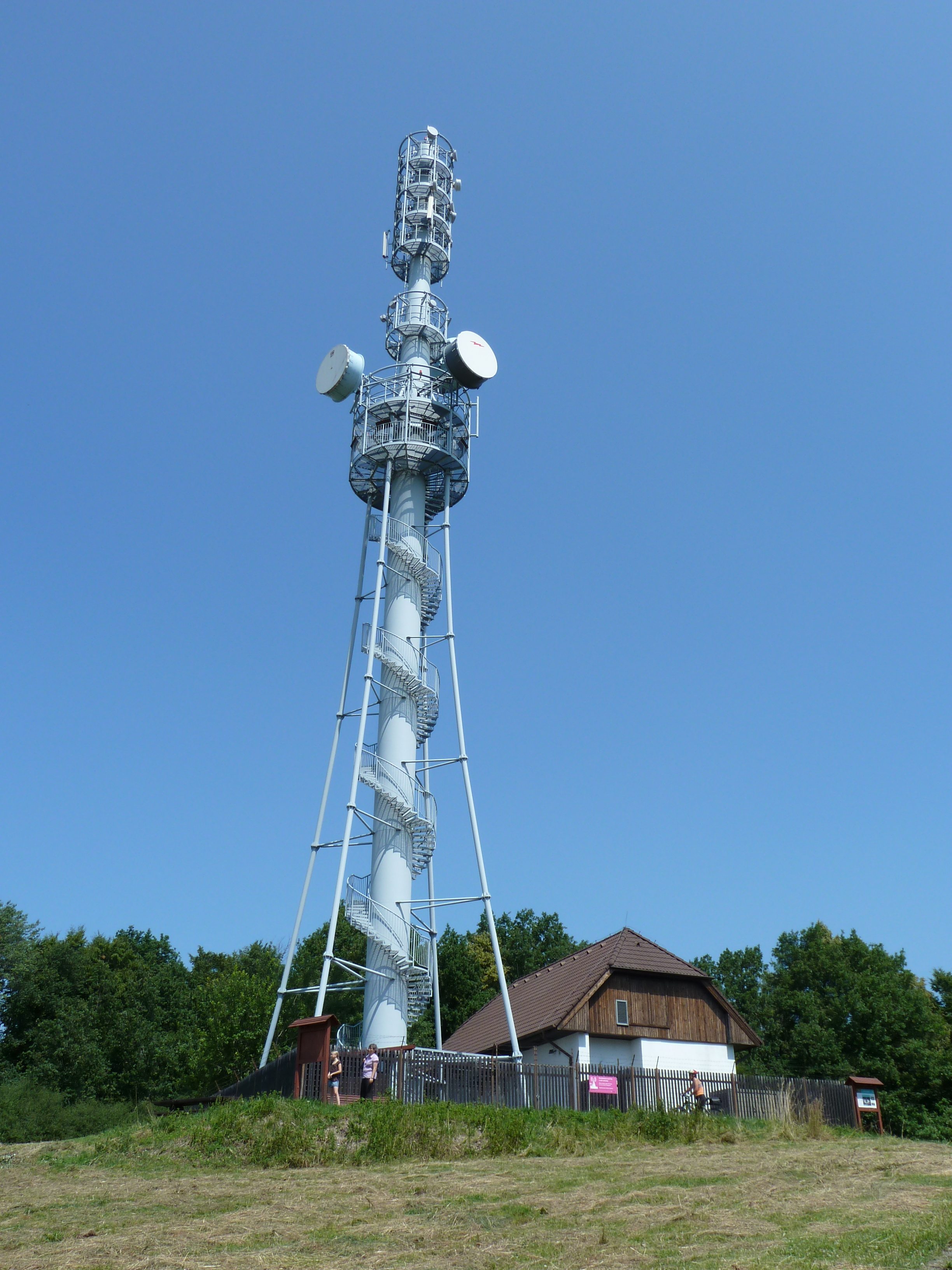
Rozhledna na vrchu Okrouhlá

Rozhledna ve Staříči se nachází na kopci Okrouhlá s výškou 378 metrů a nese ji stožár vysoký 55 metrů. Samotná turistická rozhledna – vyhlídková plošina – je na něm umístěná ve výšce 30 metrů a poskytuje za dobrého počasí výhled na Beskydy (např. Javorový) i sousední Jeseníky.

## Pamětihodnosti a zajímavosti
- kostel Nalezení svatého Kříže
- tvrz Lipina
- Okrouhlá
- Pumptrack Staříč